# Xyris filiformis
Xyris filiformis är en gräsväxtart som beskrevs av Jean-Baptiste de Lamarck. Xyris filiformis ingår i släktet Xyris och familjen Xyridaceae. Inga underarter finns listade i Catalogue of Life.